# Hà Trí Dũng
Hà Trí Dũng (sinh 1954) là một nhà điêu khắc Việt Nam. Ông là tác giả của nhiều tượng đài điêu khác bằng đá lớn tại Việt Nam. Ông cũng là một Đại biểu Quốc hội Việt Nam khóa X, thuộc đoàn đại biểu Thái Bình, Hội viên Hội Mỹ thuật Việt Nam, Hội viên Hội Nhà báo Việt Nam.
Ông sinh ngày 19 tháng 8 năm 1954 tại xã Thăng Long, huyện Đông Hưng, tỉnh Thái Bình. Tốt nghiệp khoa Điêu khắc, Trường Đại học Mỹ thuật công nghiệp Hà Nội, Là tác giả các tượng đàiTrần Hưng Đạo trên núi An Phụ (Hải Dương), tượng đài Lê Quý Đôn tại thành phố Thái Bình, tượng đài Nguyễn Đức Cảnh tại Hải Phòng, thành phố Thái Bình, tượng đài trung tâm thành phố Sóc Trăng, tượng đài hải đội Hoàng Sa trên đảo Lý Sơn tỉnh Quảng Ngãi... tạc bằng chất liệu đá khối Thanh Hóa, cùng nhiều tác phẩm tranh, tượng được lưu trữ tại Bảo tàng Mỹ thuật Việt Nam và các sưu tập của tổ chức, cá nhân trong và ngoài nước và các trại sáng tác điêu khắc quốc tế.
Ông được ghi tên trong Bộ từ điển các nhà nghệ thuật thế giới ở mọi thời đại, quyển thứ 30 vần D và Đ do Nhà xuất bản K-G-Saur Munchen Leipzig (CHLB Đức) ấn hành năm 2001. Ông hiện đang sinh sống và làm việc tại Hà Nội.